# Jan Schepens (schrijver)
Jan Schepens (Gent, 28 mei 1909 - Brugge, 16 juli 1994) was een Vlaamse dichter, schooldirecteur, journalist, prozaschrijver, essayist, auteur van biografieën, vertaler en redenaar.

## Levensloop
Hij werd geboren in de Gentse Sint-Pietersnieuwstraat. In november 1911 verhuisde hij met zijn ouders naar de Nederkouter. In april 1919 vestigde hij zich aan de Sint-Denijslaan. Vanaf oktober 1931 trok hij naar de Alfred Vanderstegenlaan in Sint-Amandsberg. Na zijn huwelijk (1932) met Carmen Maerten koos hij definitief voor West-Vlaanderen en woonde hij achtereenvolgens in Oostende, Brugge, Blankenberge en opnieuw in Brugge. 
Schepens werd regent Germaanse talen. Later voegde hij daaraan nog een akte van bekwaamheid tot het houden van een openbare bibliotheek (1934) toe en een getuigschrift praktische kennis van de Italiaanse taal (1958). 
Schepens begon als corrector in de Gentse volksdrukkerij (1929-1930) en als redacteur bij Het Laatste Nieuws.
Vanaf 1934 werd hij leraar aan de rijksmiddelbare school in Brugge; hij was er directeur van 1956 tot 1965.
Hij publiceerde talrijke dichtbundels.
Schepens was redacteur van onder meer de tijdschriften Pan (1927-1928), Werk (1939) en De Vlaamse Gids (1945-1960), waarin hij ook schreef onder het pseudoniem Jan van Gent. Hij publiceerde eveneens in anderstalige tijdschriften, onder meer een rubriek over de Vlaamse letteren in Le Thyrse (1935-1938), en onder het pseudoniem Jean Baudoux een kroniek over de Nederlandse letterkunde in Mercure de France (1934-1946). 
Hij was een geregelde medewerker van het Gentse dagblad Vooruit. In de periodes 1946-1949 en 1953-1955 publiceerde hij er een aantal literair-kritische bijdragen en Hollandse reisindrukken. Van 1971 tot 1974 had hij in de rubriek Geestesleven een kroniekje 'Mozaïek' en van begin 1973 tot eind 1974 publiceerde hij er een 80-tal cursiefjes onder de titel 'Op zoek naar Gent'.

## Werken
- De helletocht, het prozalied van een jeugd (1929)
- Literaire studies over Jan Greshoff (1938), Achilles Mussche (1946) en Johan Daisne (1946)
- Essays over Russische schrijvers (1934) en Italiaanse schrijvers (1935)
- Polyfoto (1939), een zelfportret in vroeg-experimenteel proza
- In de Stille Stede (1941)
- Twee gentsche schildersː J. Neerman & E. Dutry, Brugge, NRB-Vlaanderen, 1942.
- Het letterkundig prentenboek: bevattende de avonturen van Don Quichote Greshoff en Sancho Panza Schepens in het Vlaamsche literatuurland (1943)
- Maurits Sabbe (1971)
- Mini-opstellen (1979)

Dichtbundels:
- Carmen (1930)
- Kwatrijnen (1956)
- Alles opnieuw beginnen (1956)
- Eenzaam zingen (1959)
- Nocturnes (1961)
- Zeemansliedjes (1962)
- Cycloop (1963)
- In volkse trant (1959)
- Medaillons (1969)
- Nieuwe Huisjes van Paul Neuhuys in de Nederlandse verf gestoken door Jan Schepens (ca. 1969)
- Van Leie tot Lethe (1975)
- Gents testament (1975)
- Italiaans bouquet (1975)
- Torhout (1978)
- Bagatellen (1978)
- Identiteitspapieren (1979)
- De tweede adem ( 1979 ) privé-uitgave